# Бейкер, Дэвид
Дэвид Бейкер (род. 6 октября 1962, Сиэтл) — американский биохимик и специалист в области биоинформатики. Лауреат Нобелевской премии по химии 2024 года за труды по дизайну белков и предсказанию их третичной структуры.

## Биография
Родился 6 октября 1962 года в Сиэтле, в еврейской семье. Его отец Маршал Бейкер (род. 1932) — физик, мать Марша Бейкер (урождённая Бургин, род. 1938) — геофизик. Дед, Дэвид Гордон Бургин (1900—1984), уроженец Риги, был математиком, профессором Иллинойсского университета в Урбане-Шампейне.
Окончил Гарвардский университет в 1984 году. Докторантуру проходил в Калифорнийском университете в Беркли в лаборатории Рэнди Шекмана. Бейкер был избран членом Американской академии искусств и наук в 2009 году. 
Член Национальной академии наук США (2006).

## Награды
- 1994 — Премия Национального научного фонда молодым исследователям
- 2002 — Премия Овертона[англ.] по вычислительной биологии
- 2004 — Премия Фейнмана по нанотехнологиям
- 2004 — Премия Ньюкома Кливленда[англ.]
- 2008 — Премия Саклера[англ.] в области биофизики
- 2021 — Премия за прорыв в области медицины
- 2022 — Премия Уайли
- 2022 — BBVA Foundation Frontiers of Knowledge Award
- 2024 — Нобелевская премия по химии